# Žehrov
Žehrov je malá vesnice v Českém ráji. Spadá pod obec Žďár, náležející do okresu Mladá Boleslav ve Středočeském kraji.

## Historie
První písemná zmínka o vesnici pochází z roku 1543.
Na místech, kde se dnes nachází víska Žehrov, nacházely se dříve hluboké lesy obydlené již starými Slovany. Zbytky po jejich osídlení jsou ještě dnes doložitelné archeologickými nálezy v Žehrovské oboře. Vypálením části lesa byl kdysi získán prostor pro vznik Žehrova. Odtud také nejpravděpodobněji jeho název žehat - Žehov - Žehrov.
Krajina Žehrova byla v minulosti výrazně ovlivněna rybníkářstvím. Dnes již neexistující rybníky ležely na Žehrovce a do současnosti po nich zbyly jen hráze po nichž vedou silnice. Jedna z hrází se nachází severně od Žehrova, pod silnicí vedoucí ke Žďáru. Ta zadržovala vodu v Žehrovském rybníku na severovýchodě. Na opačné straně hráze navazoval rybník Žďárský, jehož hráz leží pod silnicí spojující Žďár a Příhrazy. Do tohoto rybníka se roku 1826 přestaly nasazovat ryby a následně se zrušil. Roku 1842 proběhly pak na vzniklých lukách nivelizace a byly založeny vodotoky. Třetí zaniklý rybník, nejmenší ze jmenovaných, Kunčík, bylo možné najít severovýchodně od Mlýnice, napravo od cesty na Olešnici, v místě, kterému se dnes říká Kunčicko. Několik rybníků se v okolí zachovalo dodnes.
V roce 1723 obývalo Žehrov 52 obyvatel, v roce 1773 pak 79 obyvatel.
V roce 1820, při příležitosti zakoupení Svijanského panství, postavili Rohanové na vyvýšenině jižně od obce lovecký zámeček Belvín. V roce 1831 jej pak obehnali oborou.
Vesnice se dříve místními názvy dělila na Velkej Žehrov (část blíže k Žehrovce) a Malej Žehrov (horní část). Postupným zastavováním proluky mezi dvěma částmi toto rozdělení mizí.

## Památky
- Dřevěná zvonička, jejíž vznik se datuje kolem roku 1787[9] a souvisí nejspíše s Ohňovým patentem Marie Terezie z roku 1751, nebo jeho zpřísněním, Řádem k hašení ohně od Josefa II. roku 1787. Zvonička je čtvercového půdorysu s vížkou o výšce 9 m. Tvoří ji čtyři hlavní části: betonové protizávaží o hmotnosti 5 tun, dřevěný přístřešek, dubový sloup a zrestaurovaná stříška se zvonem. Zvon, který není původní, nese nápis Žehrov L. P. 1947. Částečná oprava týkající se především stříšky proběhla v roce 1980 a v závěru roku 2015 proběhla kompletní rekonstrukce. Po ní byla zvonička 20. prosince 2015 znovu vysvěcena.
- Socha sv. Jana Nepomuckého z 1. pol. 19. st.[10] stojí na hranolovém stylobatu a je polychromovaná. Jak bývá u svatojánských soch zvykem, je situována poblíž vody - přední Žehrovky (náhonu na Žehrovský mlýn), hned na kraji obce. V únoru 2024 byla socha odcizena neznámým pachatelem a v dubnu 2025 nahrazena novodobou kopií.
- Vojenský hrob pruského podporučíka Curta Magnuse de l'Homme de Courbière pochází z roku 1866, kdy se krajem prohnala prusko-rakouská válka. V lesích jižně od obce došlo v noci z 28. na 29. června k bitvě, ve které na průstřel srdce zemřel tento 19letý Pomořan. Hrob se nachází v chatové osadě v jižní části obce.
- Lovecký zámeček Belvín byl postaven kolem roku 1820 Karlem Alainem Rohanem, tehdejším novým majitelem Svijanského panství. Později byl zámeček upraven a je užíván jako myslivna a je veřejnosti nepřístupný.
- Žehrovský mlýn byl z pohledu toku posledním mlýnem na Žehrovce. Založen byl pravděpodobně kolem roku 1490.[11] V prosinci 2005 mlýn po úmyslně založeném požáru vyhořel.

## Přírodní poměry

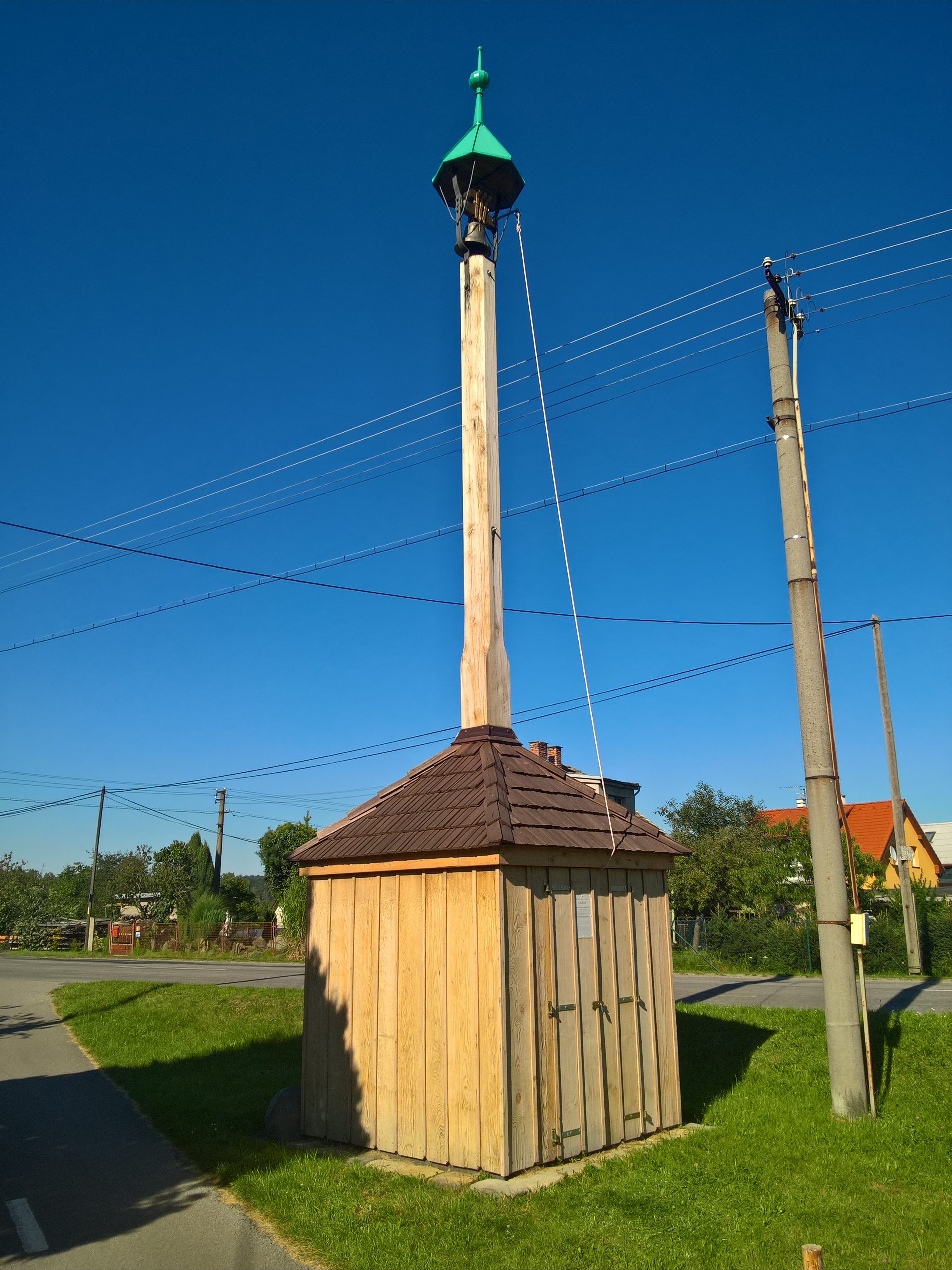
Dřevěná zvonice v Žehrově

Žehrov leží na vyvýšenině, kterou obtéká potok Žehrovka, jež získal svůj název právě podle vsi. Žehrovka vytváří v Českém ráji malebné údolí a kdysi živila i spoustu mlýnů. Většina z nich je mimo provoz, nebo zcela zanikly. Spolu se Skokovami Žehrov úzké údolí Žehrovky uzavírá a krajina se v těchto místech směrem k severu rozevírá do širokého rovinatého údolí umožňující zemědělskou činnost.
V okolí se nachází několik rybníků, které jsou pozůstatkem rybníkářské historie okolí. Jedná se o rybníky Horní, Dolní, Lápek, Zezulák, Oběšeňák, Arnoštický, V Lavičkách, Saufank, Žehrovský a Reslák.
Z jihu obklopuje vesnici rozlehlý Žehrovský les dříve zvaný Hol. Jeho součástí je Žehrovská obora. Založena byla ve třicátých letech 19. století rodem Rohanů z nedalekého Sychrova. Nyní obora slouží k chovu a lovu daňků, muflonů a divokých prasat.
Západně od vesnice uvnitř obory leží přírodní památka V Dubech.